# Nadezhdiella spadix
Nadezhdiella spadix är en skalbaggsart som beskrevs av Holzschuh 2005. Nadezhdiella spadix ingår i släktet Nadezhdiella och familjen långhorningar. Inga underarter finns listade i Catalogue of Life.